# Tonsura

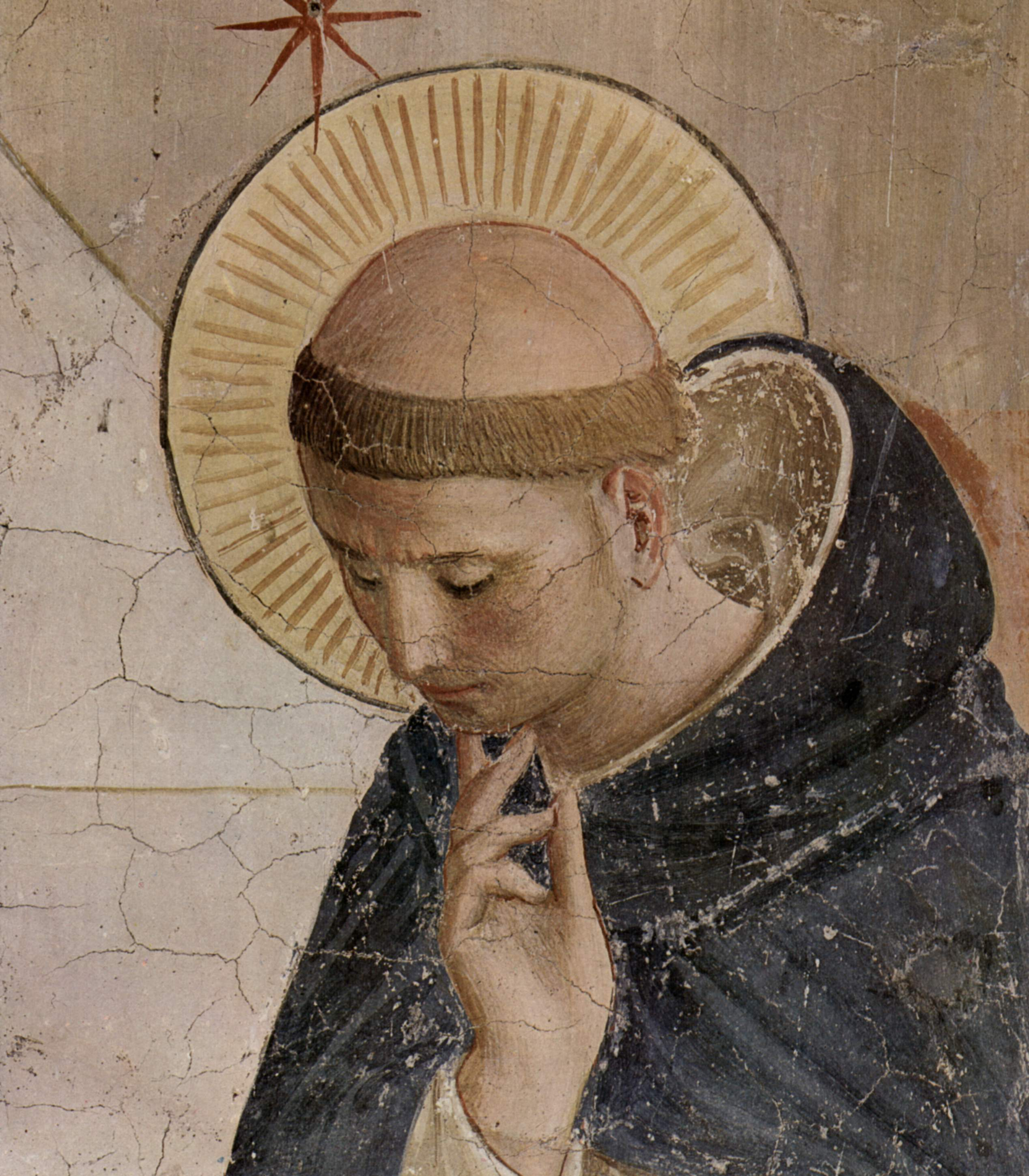
Sant Domènec amb la tonsura a la romana, en una pintura de Fra Angelico del segle XV

La tonsura és una pràctica adoptada per algunes Esglésies cristianes consistent a afaitar una part dels cabells d'un clergue. Es tracta del primer dels graus sacerdotals, que era conferit per mà del bisbe com a disposició i preparació per rebre el sagrament de l'orde. També s'anomena tonsura el tall rapat de cabells resultant d'aquesta cerimònia d'iniciació.
Signe de renúncia al món, és també, juntament amb l'adopció de l'hàbit i el canvi de nom, un element d'un ritual de mort i de renaixement que esborra els pecats anteriors. La tonsura és una pràctica nascuda al començament de l'edat mitjana, a partir del segle vi; no és coneguda durant els primers temps de l'Església i Jeroni d'Estridó fins i tot la desaprovava.
Originàriament era signe d'humiliació i àdhuc d'infàmia dur el cap tonsurat o afaitat (era un senyal reservat als esclaus). Entre els francs, era costum tonsurar els prínceps incapaços de succeir en el tron, i el mateix passava entre els gots. Així és com es veié obligat a abdicar el rei Vamba.
El cardenal catòlic romà John Henry Newman, del segle xix, va escriure el que segueix en el seu Essay on the Development of Christian Doctrine ('Assaig sobre el desenvolupament de la doctrina cristiana'): «L'ús de […] la tonsura [..] tots són d'origen pagà, i santificats per la seva adopció a l'Església».
També practiquen un ritu semblant altres religions com el budisme, l'hinduisme i l'islam.

## Tipus de tonsura
Es distingien els següents tipus de tonsura:
- Tonsura cèltica o escocesa. La que s'estenia d'orella a orella i només a la part davantera del cap. Era pròpia de les illes Britàniques (a més dels escocesos, la duien els britons i els irlandesos, entre els quals, per exemple, sant Columbà). Si bé no hi ha proves que provingui dels druides, això és el que afirmaven els seus detractors (el «partit romà»), que l'anomenaven tonsura magorum ('tonsura dels mags'), amb què se l'associava amb Simó el Mag, personatge evangèlic que a les bíblies escotogaèliques era pres per druida. La tonsura Simonis Magi s'oposava, així, a la tonsura Sancti Petri o de sant Pere, la romana.[2]
- Tonsura grega o oriental. La que s'estenia per tot el cap. Reclamava l'autoritat de sant Pau (Actes 18:18) i fou observada per les Esglésies orientals catòlica i ortodoxa.
- Tonsura romana. Tonsura parcial i circular, anomenada també popularment coroneta. Es generalitzà arreu de la cristiandat llatina juntament amb la resta de característiques de la litúrgia romana. Les dimensions van anar variant, i que un sacerdot les reduís molt podia arribar a ser motiu d'escàndol. Per evitar-ho, a Castella, per exemple, entre les reformes eclesiàstiques del final del segle xv, es fixà que les seves dimensions no fossin menors que les d'una moneda de ral.

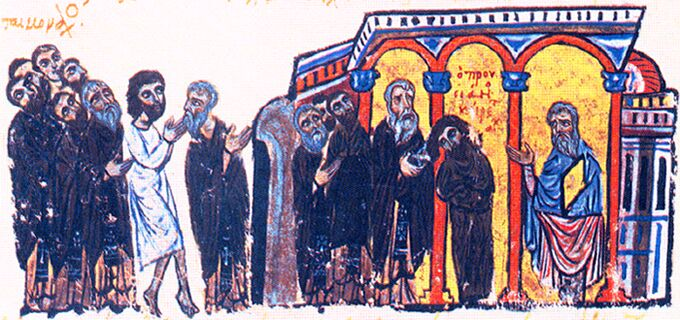
Una filera de clergues espera per ser sotmesos a la tonsura, en la il·lustració d'un manuscrit romà d'Orient

Al si de l'Església catòlica, la tonsura romana predominava sobre les dues altres formes i hi va romandre vigent fins al 1972, data en què Pau VI, a la seva carta apostòlica en forma de motu proprio Ministeria quædam, estableix que "D'ara endavant ja no es confereix la Primera Tonsura".